# Staufen im Breisgau

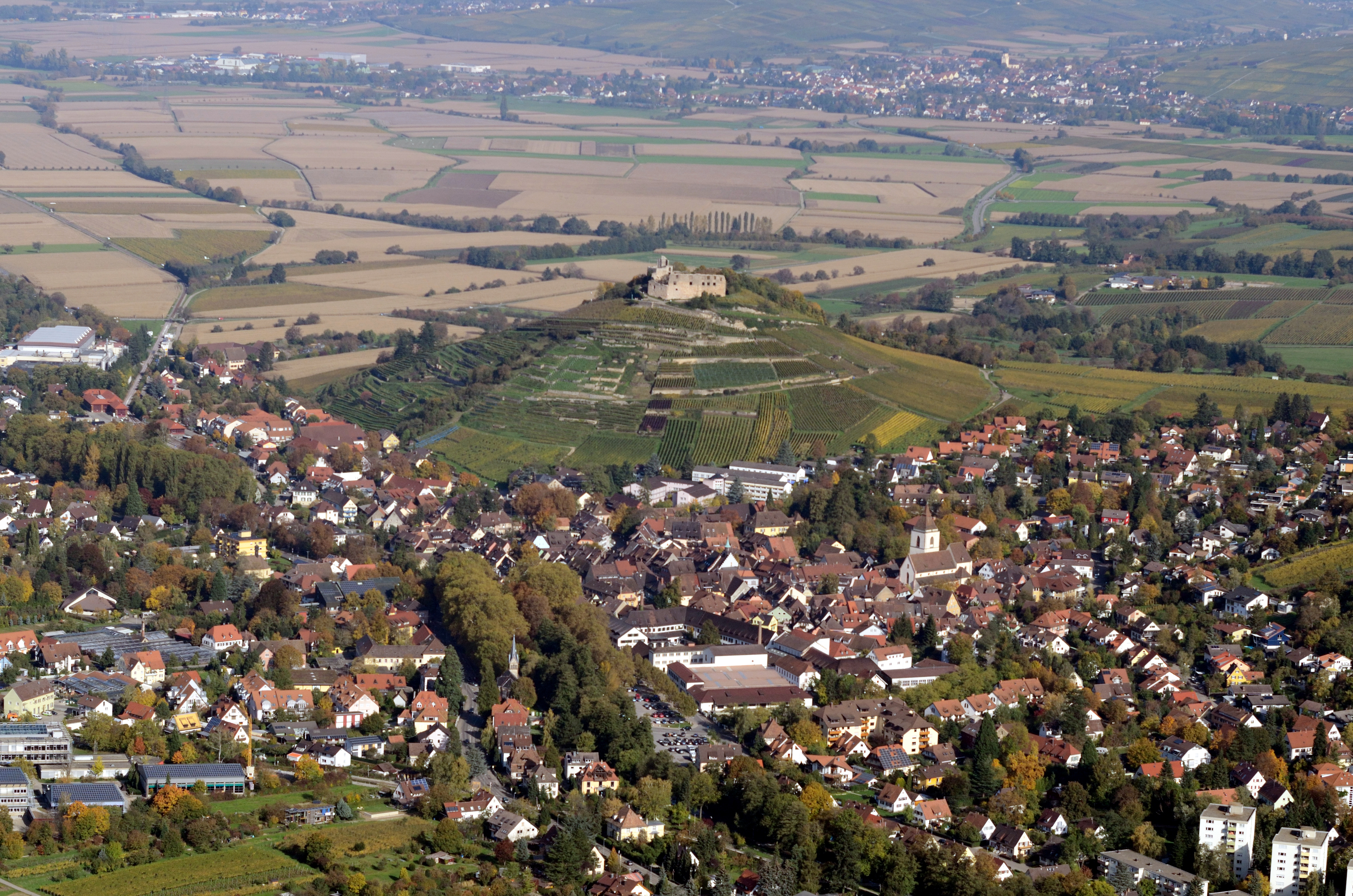
Widok na miasto z lotu ptaka

Staufen im Breisgau – miasto w Niemczech, w kraju związkowym Badenia-Wirtembergia, w rejencji Fryburg, w regionie Südlicher Oberrhein, w powiecie Breisgau-Hochschwarzwald, siedziba związku gmin Staufen-Münstertal. Miasto leży u podnóża Schwarzwaldu. Okolica jest regionem winiarskim (Grosslage Burg Neuenfels).
W 2022 miasto liczyło 8406 mieszkańców.

## Miasta partnerskie
- Bonneville[3]
- Kazimierz Dolny[3]